# Бюссе
Бюссе́ (фр. Busset) — коммуна во Франции, находится в регионе Овернь. Департамент коммуны — Алье. Входит в состав кантона Южный Кюссе. Округ коммуны — Виши.
Код INSEE коммуны — 03045.

## Население
Население коммуны на 2008 год составляло 849 человек.
| 1962 | 1968 | 1975 | 1982 | 1990 | 1999 | 2008 |
| ---- | ---- | ---- | ---- | ---- | ---- | ---- |
| 976  | 914  | 820  | 853  | 881  | 852  | 849  |

## Экономика
В 2007 году среди 547 человек в трудоспособном возрасте (15—64 лет) 422 были экономически активными, 125 — неактивными (показатель активности — 77,1 %, в 1999 году было 71,3 %). Из 422 активных работали 391 человек (215 мужчин и 176 женщин), безработных было 31 (17 мужчин и 14 женщин). Среди 125 неактивных 34 человека были учениками или студентами, 50 — пенсионерами, 41 были неактивными по другим причинам.